# Petit mont Wutai
Pour les articles homonymes, voir Wutai.
Le Petit mont Wutai (chinois simplifié : 小五台山 ; pinyin : xiǎo wǔtái shān) est le sommet principal de la cordillère Taihang, en Chine. Il culmine à 2 882 m d'altitude.
Ce nom fait référence au mont Wutai, situé dans la province du Shanxi.